# Jean-Noël Pancrazi
Jean Noël Pancrazi (Setif, Argelia, 28 de abril de 1949) es un escritor francés.

## Biografía

### Juventud
Jean-Noël Pancrazi pasa sus diez primeros años en Argelia, con sus padres y su hermana; esa niñez vivida durante la guerra de Argelia tendrá un fuerte impacto en su obra futura.
Tras llegar a Francia en 1962, cursa la secundaria en la ciudad de Perpiñán, de donde es oriunda su madre. En París, estudia primero en el famoso liceo Louis-le-grand y luego literatura en la Sorbona. En 1972 presenta con éxito las oposiciones para ser profesor de letras modernas en la enseñanza secundaria y superior. Su primera obra, publicada el año siguiente, es un ensayo sobre Mallarmé. En la década de 1970 es profesor de francés en una secundaria de Massy, en las afueras de París.

### Carrera literaria

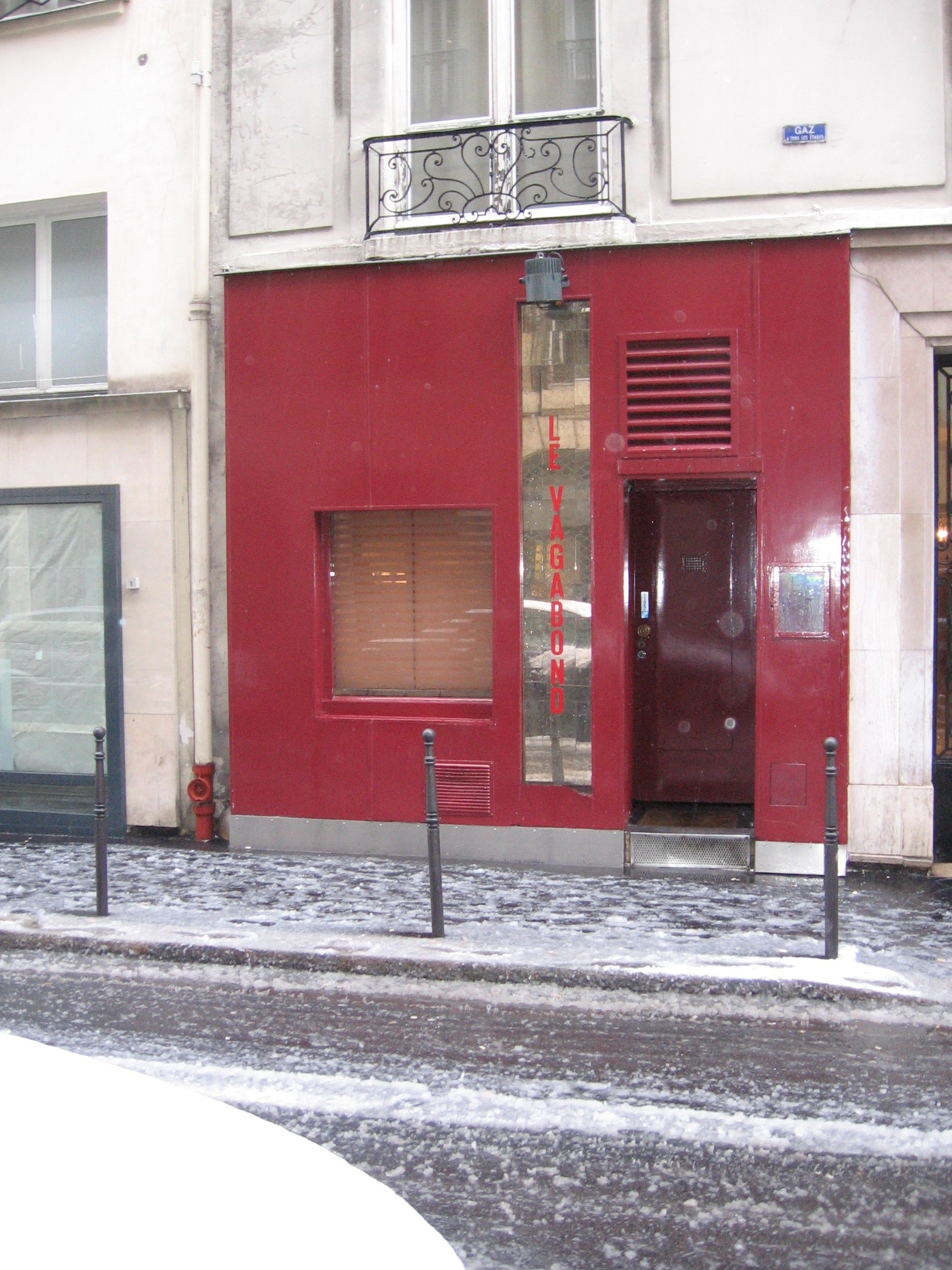
Le Vagabond, bar gay de la rue Thérèse en París.

Su primera novela, La Memoire Brûlée, se publica en 1979 en la editorial Seuil. Luego publica Lalibela ou la mort nomade  (1981) L'Heure des adieux (1985) y Le Passage des princes (1988). La novela siguiente, Les Quartiers d'hiver, cuyo marco es «le Vagabond», un bar gay de París a principios de la década del sida, es publicada por las Ediciones Gallimard en 1990 y es recompensada por el Premio Medicis. Pancrazi  prosigue su exploración del mundo de la noche con Le Silence des passions (1994) que recibe el premio Valery Larbaud. Vuelve a surgir el tema de la niñez en Argelia, en Batna, cuando el país se hunde en la guerra, con Madame Arnoul (1995), una novela que relata la amistad entre un niño y su vecina alsaciana, considerada por el narrador como su segunda madre y tildada por los demás de «andar con los árabes» por salvar a una chica argelina de los asaltos sexuales de un militar francés y por lo que será «castigada». El libro es galardonado tres veces  con el premio del Livre Inter, el premio Maurice-Genevoix y el premio Albert-Camus. Le rinde un homenaje a su padre, quien vive sus últimos años en Córcega, con su obra Long séjour (1998, premio Jean Freustié), y luego a su madre, con Renée Camps (2001). Los tres libros constituyen una «trilogía de memoria familiar».
En Tout est passé si vite (2003, recompensado por el Gran Premio de la Novela de la Academia francesa), pinta el retrato de una mujer editora y escritora  amiga suya y que padece cáncer. 
Sus estancias en Haití y República Dominicana le inspiran dos novelas: Les Dollars des sables (2006), y Montecristi (2009), en que denuncia un escándalo ecológico.
Con La Montagne (2012), Jean-Noël Pancrazi encara un recuerdo que había permanecido oculto durante mucho tiempo: la muerte de seis compañeritos de escuela asesinados en la sierra durante la guerra de Argelia. El texto es galardonado con los premios Méditerranée, Marcel-Pagnol y François-Mauriac.
Su novela titulada Indétectable, publicada en 2014 en la editorial Gallimard, cuenta la vida de Mady, de origen maliense, y que lleva diez años viviendo indocumentado en París.
Jean-Noël Pancrazi es también el autor del libro Corse (2000), junto con Raymond Depardon.
Ha recibido el Gran Premio de la Société des gens de lettres (SGDL) como recompensa para el conjunto de su obra en 2009.
Desde 1999 es miembro del jurado del Premio Renaudot.
En 2013, Renaud Donche le dedica un  documental,  Territoires Intimes (realizado con France 3 – Córcega, en septiembre de 2013).
Jean-Noël Pancrazi  es Caballero del Orden Nacional del Mérito y de la Legión de Honor.

## Obra
- Mallarmé, ensayo, Hatier, 1973
- La Mémoire brûlée, novela, Le Seuil, 1979
- Lalibela ou la mort nomade, novela, Ramsay, 1981
- L'Heure des adieux, novela, Le Seuil, 1985
- Le Passage des princes, novela, Ramsay, 1988
- Les Quartiers d'hiver, novela, Gallimard, 1990, premio Médicis
- Le Silence des passions, novela, Gallimard, 1994, premio Valery-Larbaud
- Madame Arnoul, relato, Gallimard, 1995, premio Maurice-Genevoix, premio Albert-Camus, premio del Livre Inter
- Long séjour, relato, Gallimard, 1998, premio Jean-Freustié 1998[15]
- Corse (Le Seuil, 2000) en colaboración con el fotógrafo Raymond Depardon : texto que trata de Córcega y de su padre (continuación de  Long séjour).
- Renée Camps, relato, Gallimard, 2001
- Tout est passé si vite, novela, Gallimard, 2003,  gran Premio de la Novela de la Academia francesa),
- Les Dollars des sables, novela, Gallimard, 2006, adaptación cinematográfica (2015) par Laura Amelia Guzmán et Israel Cárdenas, con la actriz estadounidense Géraldine Chaplin
- Montecristi, novela, Gallimard, 2009 (ISBN 978-2070124145)
- La Montagne, relato, Gallimard, 2012 (ISBN 978-2-07-013714-5), premio Marcel-Pagnol, premio Méditerranée16, premio François Mauriac
- Indétectable, novela, Gallimard, 2014

## Premios y galardones
- Premio Médicis por Les Quartiers d'hiver, novela, París, Gallimard, 1990
- Premio Valery-Larbaud por Le Silence des passions, novela, París, Gallimard, 1994
- Premio del Livre Inter, Premio Maurice-Genevoix, y Premio Albert-Camus por Madame Arnoul, novela, París, Gallimard, 1995
- Premio Jean-Freustié por Long séjour, relato, París, Gallimard, 1998
- Gran premio de la novela de la Academia francesa por Tout est passé si vite, novela, París, Gallimard, 2003
- Premio Marcel-Pagnol, Premio Méditerranée, Premio François Mauriac por La Montagne, relato, París, Gallimard, 2012
- Gran Premio de la Société des gens de lettres (SGDL) como recompensa para el conjunto de su obra, 2009
- Caballero del Orden Nacional del Mérito, Francia, 2006
- Caballero de la Legión de Honor, Francia, 2013
- Miembro del jurado del Premio Renaudot desde 1999